# Cueva de las Calaveras

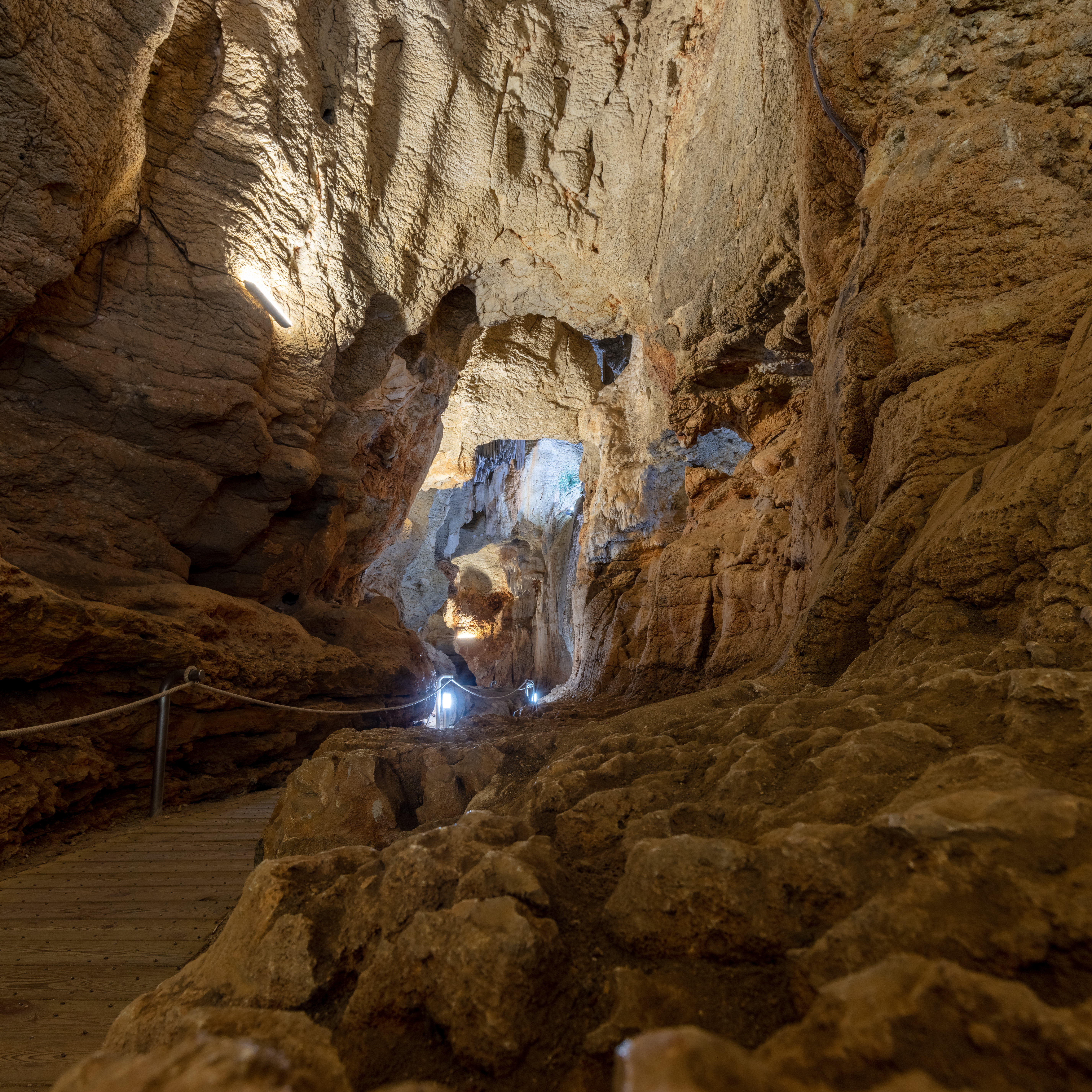
Interior de la cueva.

La cueva de las Calaveras (Cova de les Calaveres en valenciano), es una cavidad de 440 metros de longitud situada en la ladera norte del monte Segili, en el término municipal de Benidoleig (Alicante), España. Está situada al mismo lado de la carretera de Pedreguer a Benidoleig. 
Esta cueva debe su nombre a que en una expedición espeleóloga realizada en el siglo XVII fueron hallados restos de doce personas.
Tiene dos zonas. Una inundada, que ocupa desde una distancia de 240 metros hasta el final, y una seca, que está habilitada para actividades turísticas. El agua de la zona inundada es aprovechada para riego mediante un túnel artificial.
Distintas expediciones, como la de Henri Breuil, han producido hallazgos de restos arqueológicos como útiles de sílex provenientes de los períodos paleolítico medio y paleolítico superior. 

## Galería de imágenes

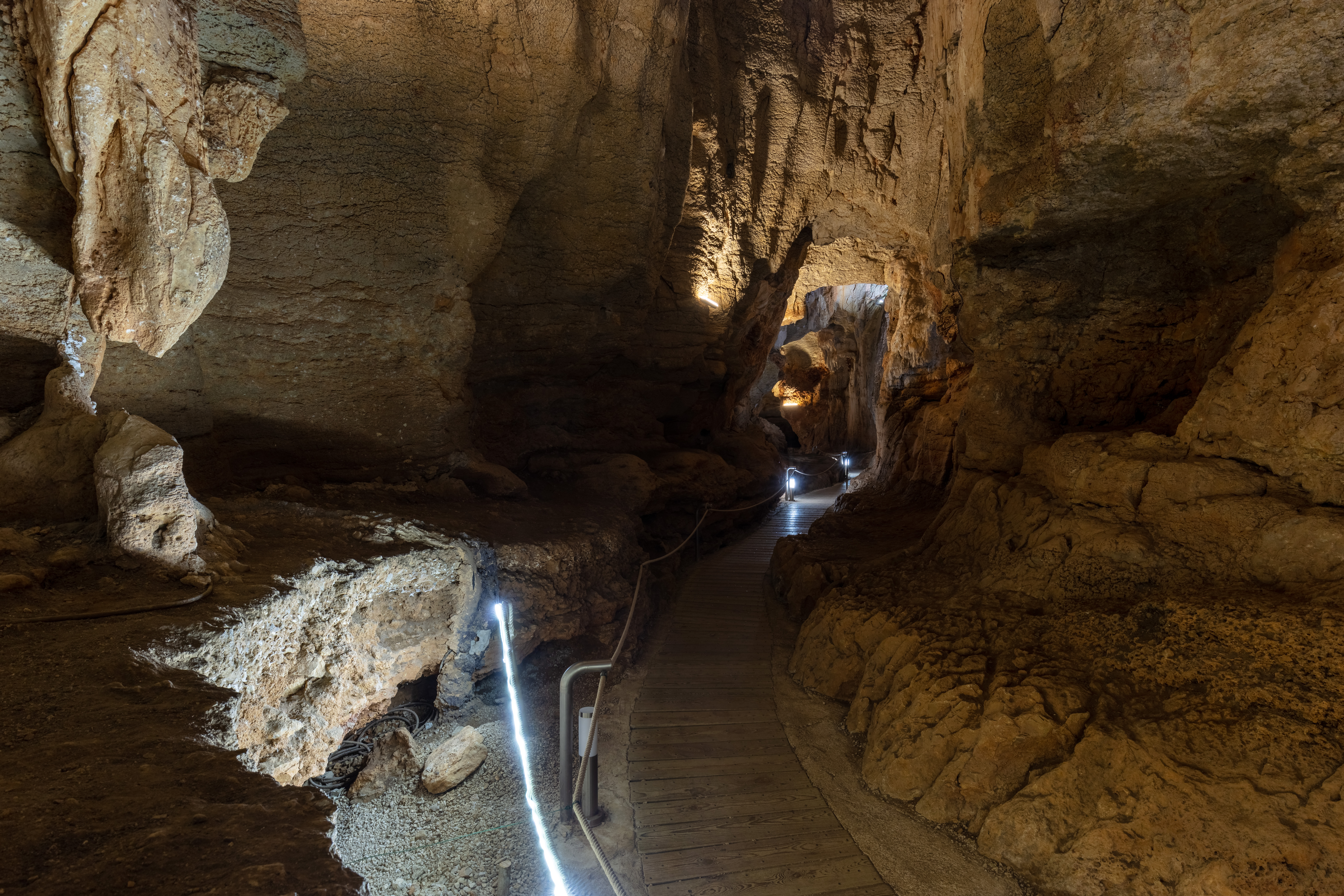
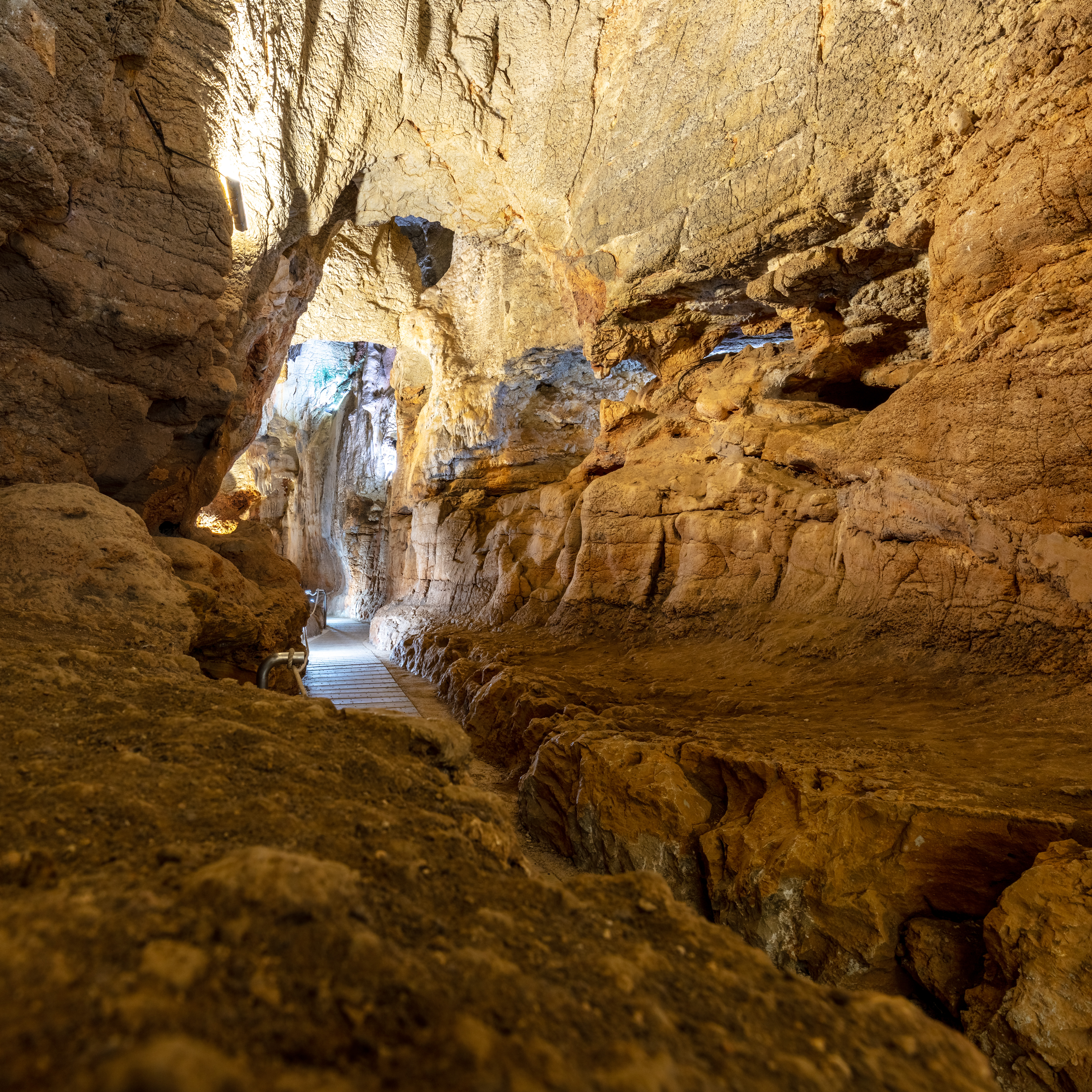
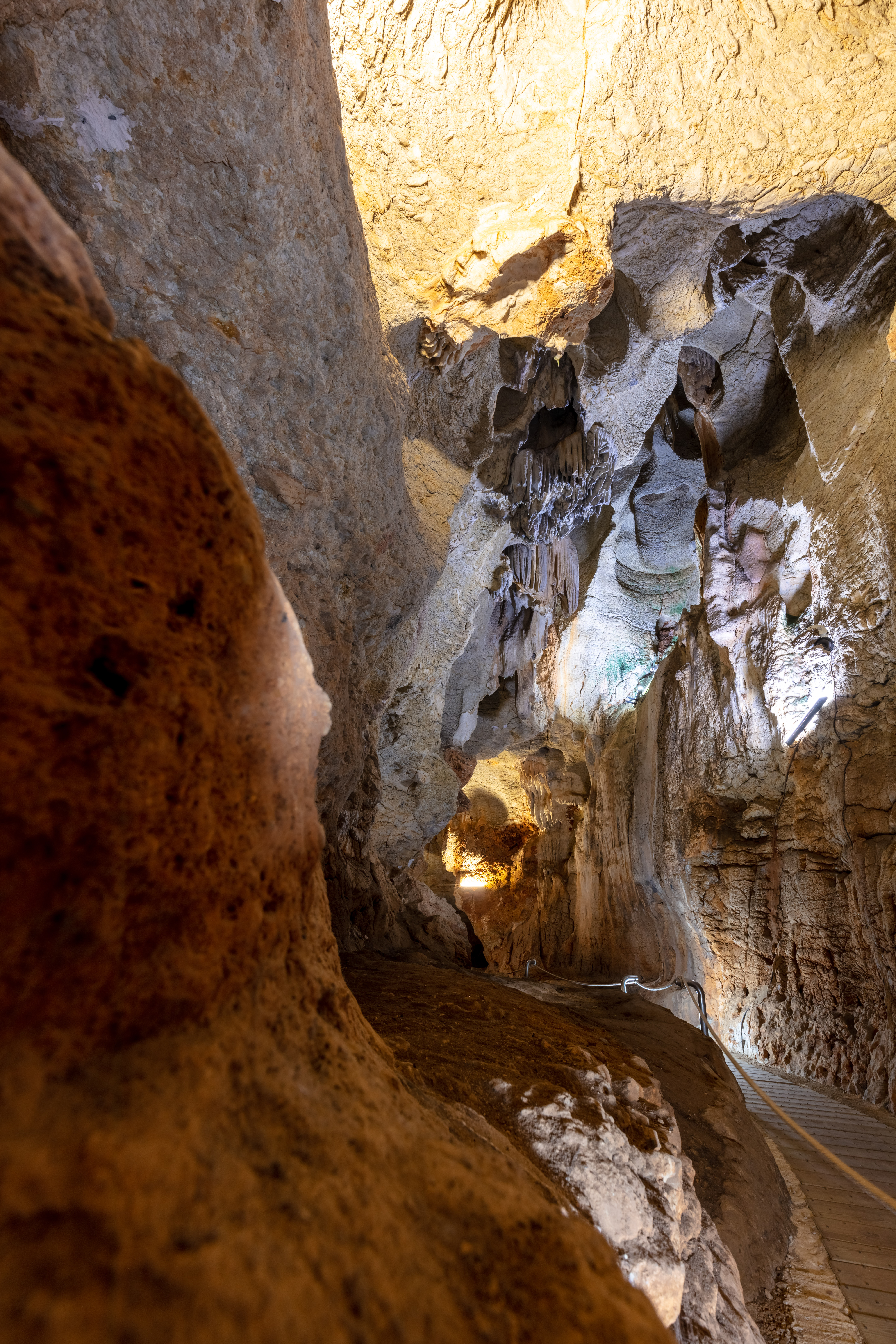
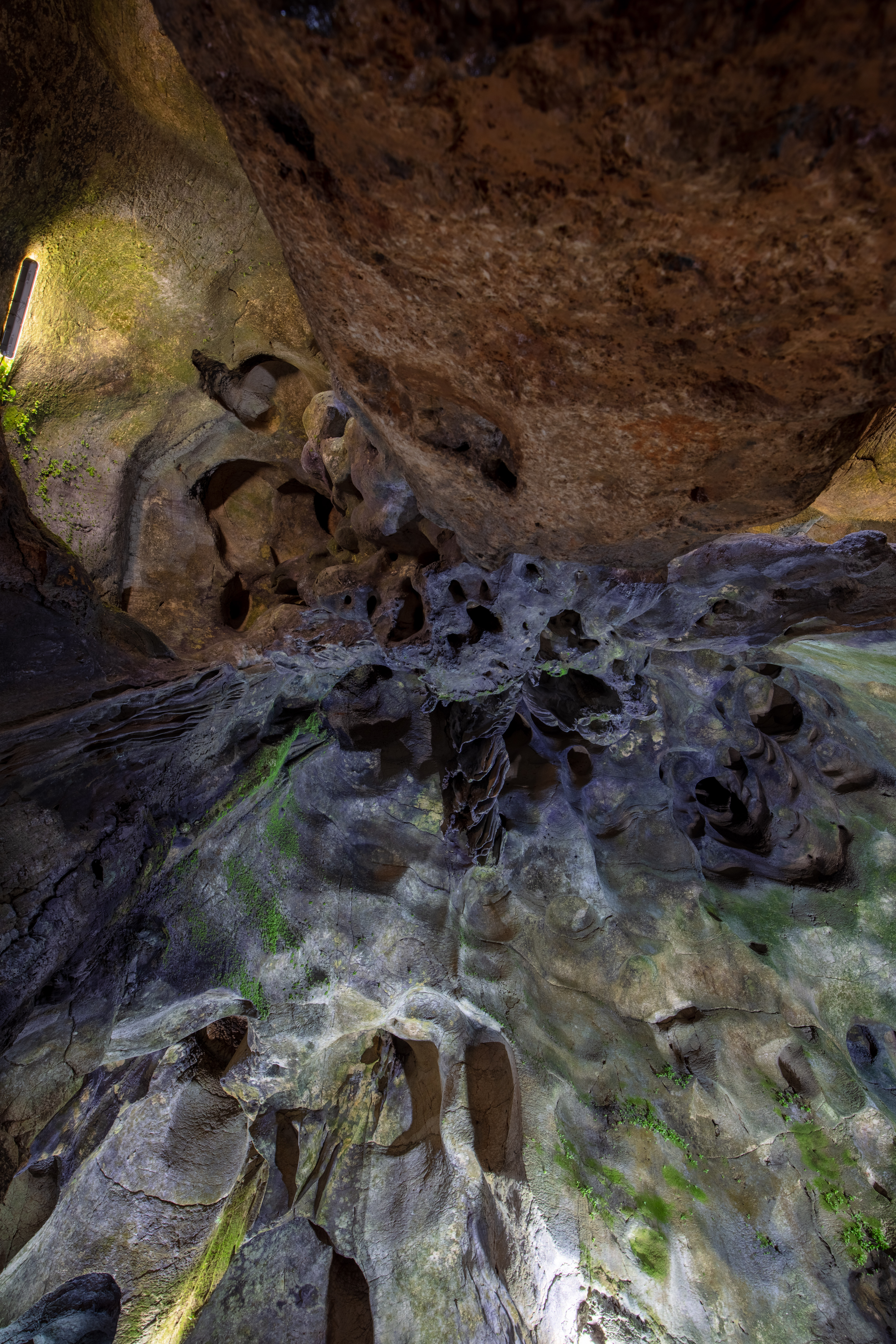
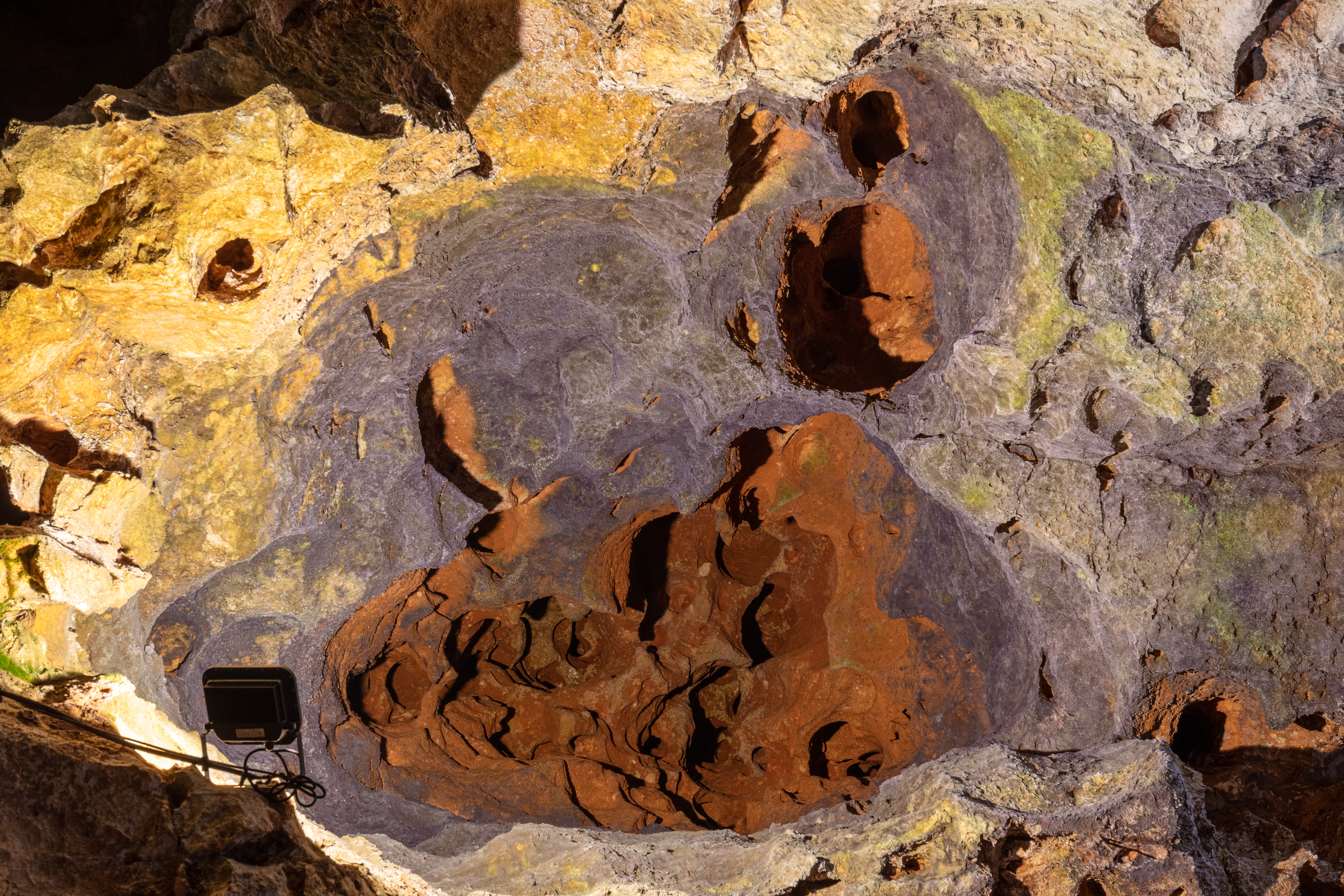
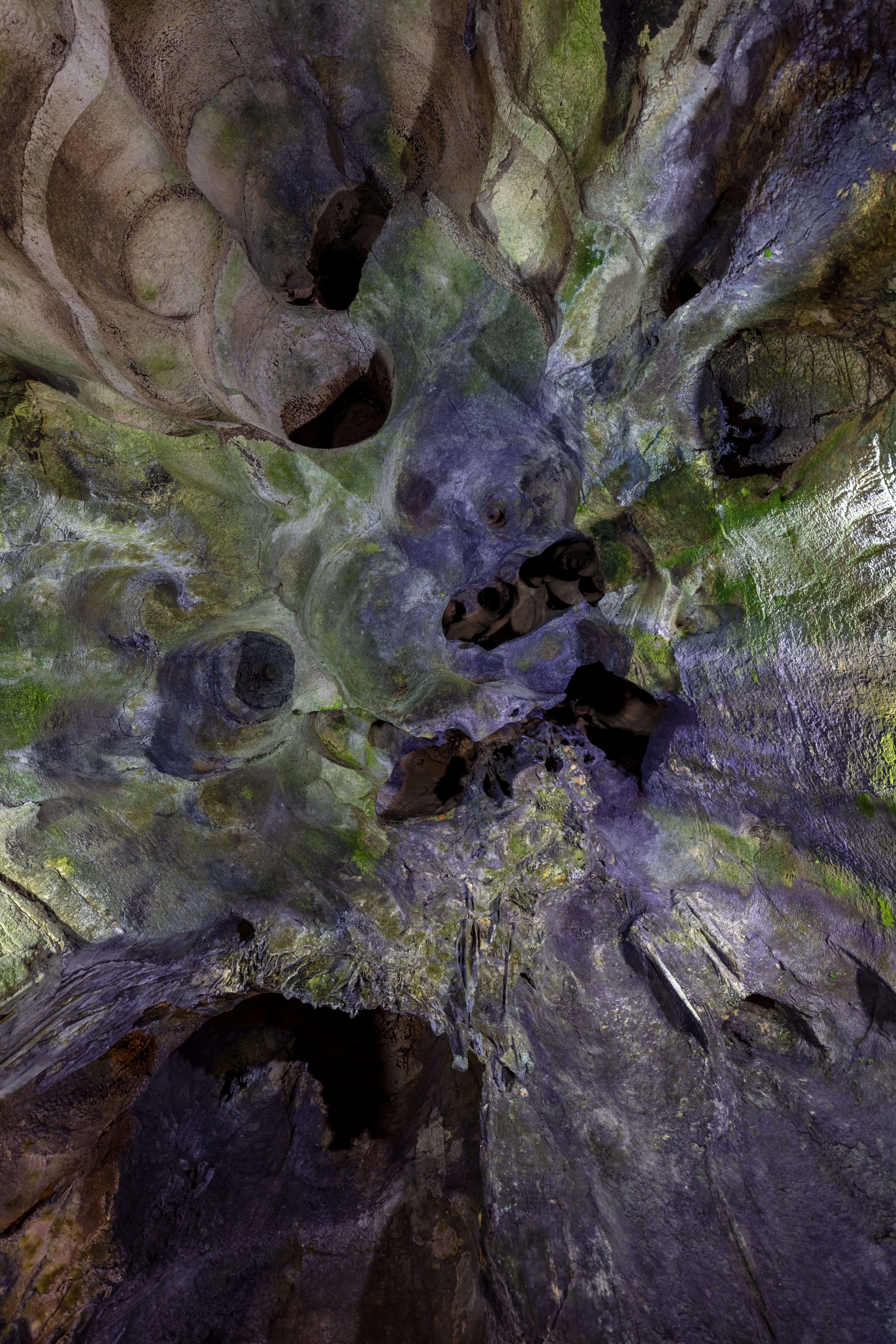